# Алтухово (городской округ Подольск)
Алтухо́во — деревня в городском округе Подольск Московской области России.
До 2015 года входила в состав сельского поселения Лаговское Подольского района; до середины 2000-х — в Лаговский сельский округ.

## Население
Согласно Всероссийской переписи, в 2002 году в деревне проживало 14 человек (8 мужчин и 6 женщин).
| 2002 | 2006 | 2010 |
| ---- | ---- | ---- |
| 14   | ↗22  | ↗44  |

## Расположение
Деревня Алтухово расположена у Симферопольского шоссе примерно в 13 км к югу от центра города Подольска. В полутора километрах севернее деревни находится развязка Симферопольского шоссе и Московского малого кольца. Рядом с деревней протекает река Рогожка. Ближайшие населённые пункты — посёлок радиоцентра «Романцево» и деревня Лаговское.

## История
Деревня впервые упоминается в XVI веке. В 1801 году деревня принадлежала князю Николаю Васильевичу Репнину. Позднее деревня перешла к Дмитрию Ивановичу Бухвостову. По данным 1859 года в деревне было 9 хозяйств с 62 крестьянами.
В настоящее время деревня газифицирована и электрифицирована.